# Dionísio Periegeta
Dionísio Periegeta (Dionysius Periegetes, em latim, ou Διονύσιος ὁ Περιηγητής, em grego, o que literalmente significa Dionísio, o da Descrição) foi o autor de uma Περιήγησις τἣς γἣς (Descrição da Terra) em versos hexâmetros que se conservou até ao presente.

## Vida
Sobre a época e o país natal de Dion̟ísio houve muitas conjeturas, apesar de todos os estudiosos concordarem em situá-lo já na era cristã, ou no Império Romano, como deve, necessariamente, inferir-se a partir de certas passagens da própria Descrição da Terra, como no v. 355 onde o autor fala dos seus ἄνακτες, ou seja soberanos, título que só pode ser aplicado aos imperadores. Subsistia a questão de a quais imperadores aludia Dionisio, havendo respostas muito diversas: alguns autores situavam-no no reinado de Augusto, outros no de Nero, e outros ainda no de Marco Aurélio e Lúcio Vero, ou no de Septímio Severo e dos seus filhos. O próprio Eustácio de Tessalônica, seu comentador, duvidava sobre a época em que Dion̟ísio viveu.
Todas as dúvidas foram disipadas por Gottfried Bernhardy, um editor de Dionísio, que estabeleceu com muita probabilidade, em parte pelos nomes dos países e nações mencionados na Descrição da Terra, em parte pela menção dos hunos e em parte pelo carácter geral do poema, que o seu autor deve ter vivido no final do século III ou no princípio do século IV.
No que respeita ao seu país de origem, a Suda infere pela forma entusiástica com que Dionísio fala do rio Rhebas que ele nasceu em Bizâncio o nalgum lugar próximo, mas Eustácio e o Escólio sobre Dionísio Periegeta consideram-no africano.

## APeriégesis
A Periégesis de Dionísio contem uma descrição de toda a Terra até onde era conhecida na sua época. O autor parece seguir principalmente os pontos de vista de Eratóstenes. A obra está escrita num estilo seco e claro, tendo gozado de grande popularidade no final da era romana, comprovado pelo facto dos romanos terem feito duas traduções da obra: uma por Rufo Festo Avieno e outra pelo gramático Prisciano. Eustácio de Tessalônica escreveu um comentário muito valioso sobre a obra que subsistiu até aos nossos dias.

### Edições
A primeira impressão da Periegesis surgiu em Ferrara em 1512. Aldo Manucio imprimiu-a em Veneza em 1513 em conjunto com obras de Píndaro, Calímaco e Licofron e Henri Estienne incorporou-a no seu Poetae graeci principes heroici carminis (1566, París).
Uma das mais úteis edições seguintes é a de Edward Thwaites (Oxford, 1697) que inclui o comentário de Eustácio de Tessalónica e a paráfrase e escólio gregos. Também foi incluida no quarto volume de Geographiæ minores de John Hudson (1712), a partir da qual seria reimpressa separadamente (Oxford, 1710 e 1717).
Existe finalmente a edição valiosa de Gottfried Bernhardy (Leipzig, 1828), que constitui o primeiro volume duma coleção de geógrafos griegos menores. É completada por uma disertação excelente e muito erudita e pelos comentários antigos.

## Outras obras
Além da Periegesis, Eustácio afirma que também se atribuiam a Dionisio, outras obras, concretamente Λιθικά (Sobre as Pedras), Ὀρνιθικά (Sobre os Pássaros) e Βασσαρικά (Báquicas). Esta última, que significa o mesmo que Διονυσιακα (Dionísiacas), é frequentemente citada por Estêvão de Bizâncio.